# Новотимофеевка (Николаевская область)
Новотимофеевка (укр. Новотимофіївка) — село в Снигирёвском районе Николаевской области Украины.
Основано в 1905 году. Население по переписи 2001 года составляло 581 человек. Почтовый индекс — 57378. Телефонный код — 5162. Занимает площадь 1,447 км².

## Местный совет
57378, Николаевская обл., Снигирёвский р-н, с. Новотимофеевка, ул. Октябрьская, 40